# ستيف سميث (لاعب هوكي الجليد)
ستيف سميث (بالفرنسية: Steve Smith)‏ (و. 1963  م) هو لاعب هوكي الجليد كندي، مركز لعبه هو مدافع ‏.

## روابط خارجية
- ستيف سميث على موقع دوري الهوكي الوطني (الإنجليزية)
- ستيف سميث على موقع قاعة مشاهير الهوكي (لاعب أن.إتش.أل) (الإنجليزية)
- ستيف سميث على موقع EliteProspects.com (الإنجليزية)
- ستيف سميث على موقع HockeyDB.com (الإنجليزية)
- ستيف سميث على موقع Hockey-Reference.com (الإنجليزية)